# 3940 Larion
A 3940 Larion egy Hungaria típusú kisbolygó. Ljudmila Zsuravljova fedezte fel a Krími Asztrofizikai Obszervatóriumban, 1973. március 27-én. Hungaria típusú E-színképe van.

## Története
Infravörös spektruma alapján sorolták az E típusú színképpel rendelkező kisbolygók közé. Ide tartozik még a névadó 434 Hungaria mellett a 44 Nysa, a 3103 Eger, a 4483 Petőfi és a 3169 Ostro kisbolygó is.

## Külső hivatkozások
- 3 Hungaria típusú Apollo aszteroida IR-spektruma: 4483 Petofi, 3169 Ostro and 3940 Larion
- Kapcsolat az E típusú Apollo aszteroida, a 3103 (Eger), az ensztatit akondrit meteoritok és a Hungaria kisbolygók között.
- A 3940 Larion kisbolygó adatai.